# Alltel
Alltel Corporation (по-русски произносится Оллтел Корпорейшн) (NYSE: AT) — американская телекоммуникационная компания. Входит в список Fortune 1000 по итогам 2006 года (251-е место). Штаб-квартира — в городе Литл-Рок (штат Арканзас).
Основана в 1983 году в результате слияния компаний Allied Telephone и Mid-Continent Telephone.

## Собственники и руководство
Рыночная капитализация компании на 21 марта 2007 года — $24,2 млрд.
Председатель совета директоров и главный управляющий компании — Скотт Форд (Scott T. Ford).
В июне 2008 года Американский и британский мобильные операторы Verizon Vodafone поглотили Alltel за $28,1 млрд

## Деятельность
Alltel обслуживает 12 млн абонентов, преимущественно на Среднем Западе США, а также в западных и южных штатах (всего 35 штатов).
Общая численность персонала — более 15 тыс. человек (2006). Выручка за 2006 год — $7,9 млрд, чистая прибыль — $842 млн

## Спонсорская деятельность
Alltel известна широкой поддержкой различных видов спорта, в особенности кольцевых автогонок серии Наскар. Имя компании присвоено ряду спортивных объектов (стадионов и т. п.) в США.